# Ducato di Ceneda

Italia bizantina e longobarda

Il Ducato di Ceneda fu uno dei ducati istituiti dai Longobardi in Italia. 

## Storia
Scarse le informazioni sulle sue vicende interne; durante il regno longobardo rivestì un ruolo strategico regionale di un certo rilievo, come testimonia la stessa erezione a ducato, per la prossimità alla città di Oderzo, rimasta a lungo sotto controllo bizantino, ma non ebbe mai un peso politico rilevante, stretto com'era tra i vicini e ben più potenti ducati di Treviso, Vicenza e, soprattutto, del Friuli.
Incerta perfino la data dell'istituzione del ducato; è possibile che risalga tanto all'indomani della conquista longobarda dell'area, avvenuta già nelle prime fasi dell'invasione guidata da Alboino nel 568, quanto in occasione della distruzione di Oderzo da parte di Grimoaldo (667), che ne ripartì le terre tra gli abitanti di Cividale, Treviso e, appunto Ceneda. Nella sua Historia Langobardorum (VI, 24), Paolo Diacono menziona soltanto un duca di Ceneda: Orso, fratello del duca del Friuli Pietro e figlio di Munichi, valoroso combattente che si era distinto nella battaglia perduta contro gli Slavi dai Longobardi guidati da Ferdulfo.
Ulteriore riprova della sostanziale marginalità del ducato è la relativamente tardiva istituzione della corrispondente diocesi, stabilita a Ceneda soltanto all'epoca di re Liutprando (712-744) dopo che la diocesi di Oderzo si era trasferita ad Eraclea.

## Fonti
- Paolo Diacono, Historia Langobardorum (Storia dei Longobardi, Lorenzo Valla/Mondadori, Milano 1992).